# Teloxys aristata
Teloxys aristata (L.) Moq., 1834 è una pianta erbacea appartenente alla famiglia delle Amaranthaceae. È l'unica specie nota del genere Teloxys .

## Etimologia
Il nome generico (Teloxys) deriva dal greco τέλος (télos, "fine, termine") e ὀξύς (oxýs, "acuto, pungente"); quello specifico (aristata) significa "dotata di ariste".

## Descrizione
L'altezza della pianta varia da 10 a 30 cm; il ciclo biologico è annuo; la forma biologica è terofita scaposa (T scap).

## Distribuzione e habitat
Il tipo corologico è circumboreale. L'habitat tipico sono le zone sabbiose; è rara e si trova in alcune zone del versante Adriatico al nord in Veneto e Friuli-Venezia Giulia; sui rilievi arriva fino ad un'altitudine di 600 m s.l.m..

## Usi
Nel modellismo il farinello aristato viene impiegato per la realizzazione di alberi da inserire nei diorami. Viene inoltre utilizzato per abbellire i presepi.